# (37285) 2000 YJ78
2000 YJ78 (asteroide 37285) é um asteroide da cintura principal. Possui uma excentricidade de 0.14364630 e uma inclinação de 4.10384º.
Este asteroide foi descoberto no dia 30 de dezembro de 2000 por LINEAR em Socorro.